# Molophilus debilior
Molophilus debilior är en tvåvingeart som beskrevs av Alexander 1943. Molophilus debilior ingår i släktet Molophilus och familjen småharkrankar.
Artens utbredningsområde är Ecuador. Inga underarter finns listade i Catalogue of Life.